# Cleiton Schwengber
Cleiton Schwengber (Descanso, Santa Catarina; 19 de agosto de 1997), también conocido como Cleiton, es un futbolista brasileño. Juega como portero y su equipo actual es el Red Bull Bragantino del Campeonato Brasileño de Serie A.

## Trayectoria
Cleiton comenzó su carrera en las divisiones juveniles del Atlético Mineiro, equipo con el que debutó como profesional en diciembre de 2017.
En 2019 se convirtió en el portero titular debido a la lesión de Víctor, ídolo del club, y ayudó a su equipo a ganar el título del Brasileirão 2019.
En 2020 fue fichado por el Red Bull Bragantino por cerca de R$ 23 millones. Aunque comenzó como suplente durante el Campeonato Paulista, tuvo una gran actuación en la Copa Paulista contra el Botafogo de Ribeirão Preto, lo que lo llevó a convertirse en el portero titular del equipo.

## Selección nacional
Cleiton Representó Brasil en el Campeonato Sudamericano de Fútbol Sub-20 de 2017  y en el Torneo Preolímpico Sudamericano Sub-23 de 2020, siendo subcampeón en el último y asegurando un sitio en las 2020 olimpiadas, que posteriormente la ganaría Brasil.

## Estadísticas
Actualizado al último partido disputado el 7 de agosto de 2022
| Atlético Mineiro · Brasil                                                                               | 1.ª           | 2017          | 1   | 0 | 0  | 0 | 0 | 0 | -  | - | 1   | 0 |
| Atlético Mineiro · Brasil                                                                               | 1.ª           | 2018          | 0   | 0 | 1  | 0 | 0 | 0 | 0  | 0 | 1   | 0 |
| Atlético Mineiro · Brasil                                                                               | 1.ª           | 2019          | 25  | 0 | 6  | 0 | 0 | 0 | 8  | 0 | 39  | 0 |
| Atlético Mineiro · Brasil                                                                               | Total club    | Total club    | 26  | 0 | 7  | 0 | 0 | 0 | 8  | 0 | 41  | 0 |
| Red Bull Bragantino · Brasil                                                                            | 1.ª           | 2020          | 32  | 0 | 2  | 0 | 2 | 0 | -  | - | 36  | 0 |
| Red Bull Bragantino · Brasil                                                                            | 1.ª           | 2021          | 34  | 0 | 9  | 0 | 2 | 0 | 13 | 0 | 58  | 0 |
| Red Bull Bragantino · Brasil                                                                            | 1.ª           | 2022          | 12  | 0 | 12 | 0 | 0 | 0 | 6  | 0 | 30  | 0 |
| Red Bull Bragantino · Brasil                                                                            | Total club    | Total club    | 78  | 0 | 23 | 0 | 4 | 0 | 19 | 0 | 124 | 0 |
| Total carrera                                                                                           | Total carrera | Total carrera | 104 | 0 | 30 | 0 | 4 | 0 | 27 | 0 | 165 | 0 |
| (1) Incluye datos de la Copa de Brasil (2) Incluye datos de la Copa Sudamericana y la Copa Libertadores |               |               |     |   |    |   |   |   |    |   |     |   |